# Čtvrť Sin-i
Čtvrť Sin-i (anglicky: Xinyi District or Sinyi District, znaky: 信義區, pinyin: Xìnyì, tchajwansky: Sìn-gī) zahrnuje Tchaj-pej 101, Tchajpejské mezinárodní kongresové centrum, Tchajpejské světové obchodní centrum, Sun Yat-sen Memorial Hall. Nákupní čtvrť Sin-i, známá jako tchajpejský Manhattan, sdružuje nákupní centra, knihkupectví Eslite, kina a nejrůznější mezinárodní kuchyně.

## Vznik a vývoj
Vláda města Tchaj-pej 12. března 1990 snížila počet městských okresů ze 16 na 12, aby je konsolidovala a zvýšila jejich efektivitu. Oblast z jižní strany nádraží čtvrti Sung-šan a oblast ze severní strany úseku 3, Heping East Road okresu Ta-an, byly sloučeny a dostaly název čtvrť Sin-i. Čtvrť Sin-i byla vybudována v 80. letech 20. století a od té doby se rozrostla v nejvýznamnější obchodní zónu ve městě Tchaj-pej.

## Významná místa
- Tchaj-pej 101

Tchaj-pej 101, původně známý jako Finanční centrum Tchaj-peje, je postmoderní mrakodrap, který se nachází ve městě Tchaj-pej, na Tchaj-wanu. Mezi lety 2004–2010 byl Tchaj-pej 101 se svou výškou 508 metrů a 101 patry nejvyšším mrakodrapem světa a dnes zaujímá své místo na 9. příčce mezi mrakodrapy. Budova tvaru bambusu symbolizuje rychlý růst a flexibilitu, a proto je Tchaj-pej 101 sídlem mezinárodního finančního centra.
- Sloní hora

Sloní hora je odvozena od svého vnějšího tvaru a nachází se v jihovýchodní části okresu Sin-i. Její složení je převážně pískovcové.
- Kulturní a kreativní park Sung-šan

Původně zde stála japonská tabáková továrna, která byla přestavěna na kulturní centrum plné galerií, výstav, designových prostor a obchodů.
- Veřejný shromažďovací sál Sin-i

Veřejný shromažďovací sál Sin-i poskytuje cestovatelům pohled na minulost čtvrti Sin-i. Budovy, které tvoří toto místo, jsou známé také jako Four-four South Village a původně se jednalo o nízké domy, v nichž žili tchajwanští veteráni a jejich rodiny. Veřejná shromažďovací hala Sin-i se nachází jen několik bloků od mrakodrapu Tchaj-pej 101.

## Galerie

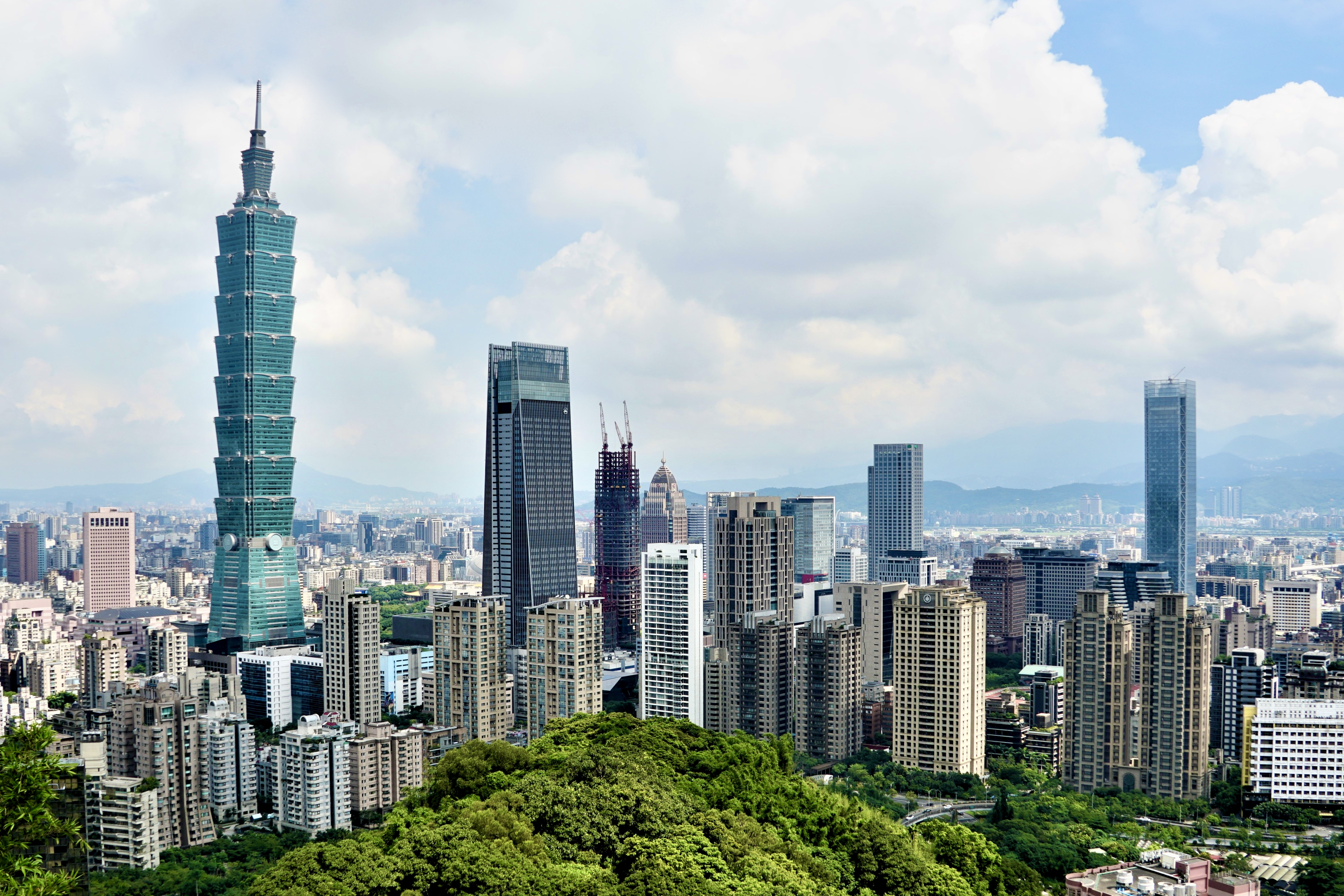
Čtvrť Sin-i,Tchaj-pej, 2022.
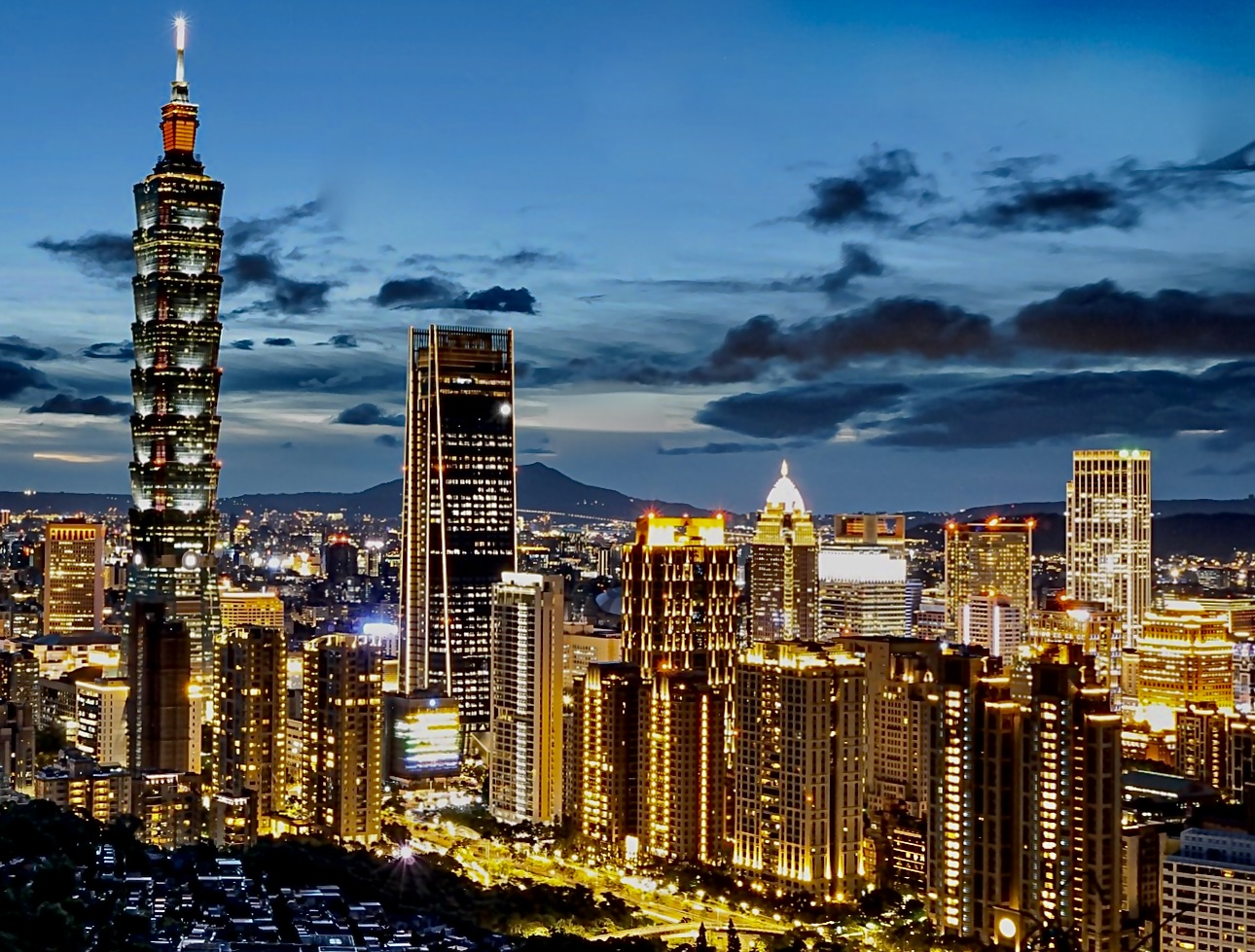
Čtvrť Sin-i, 2020.
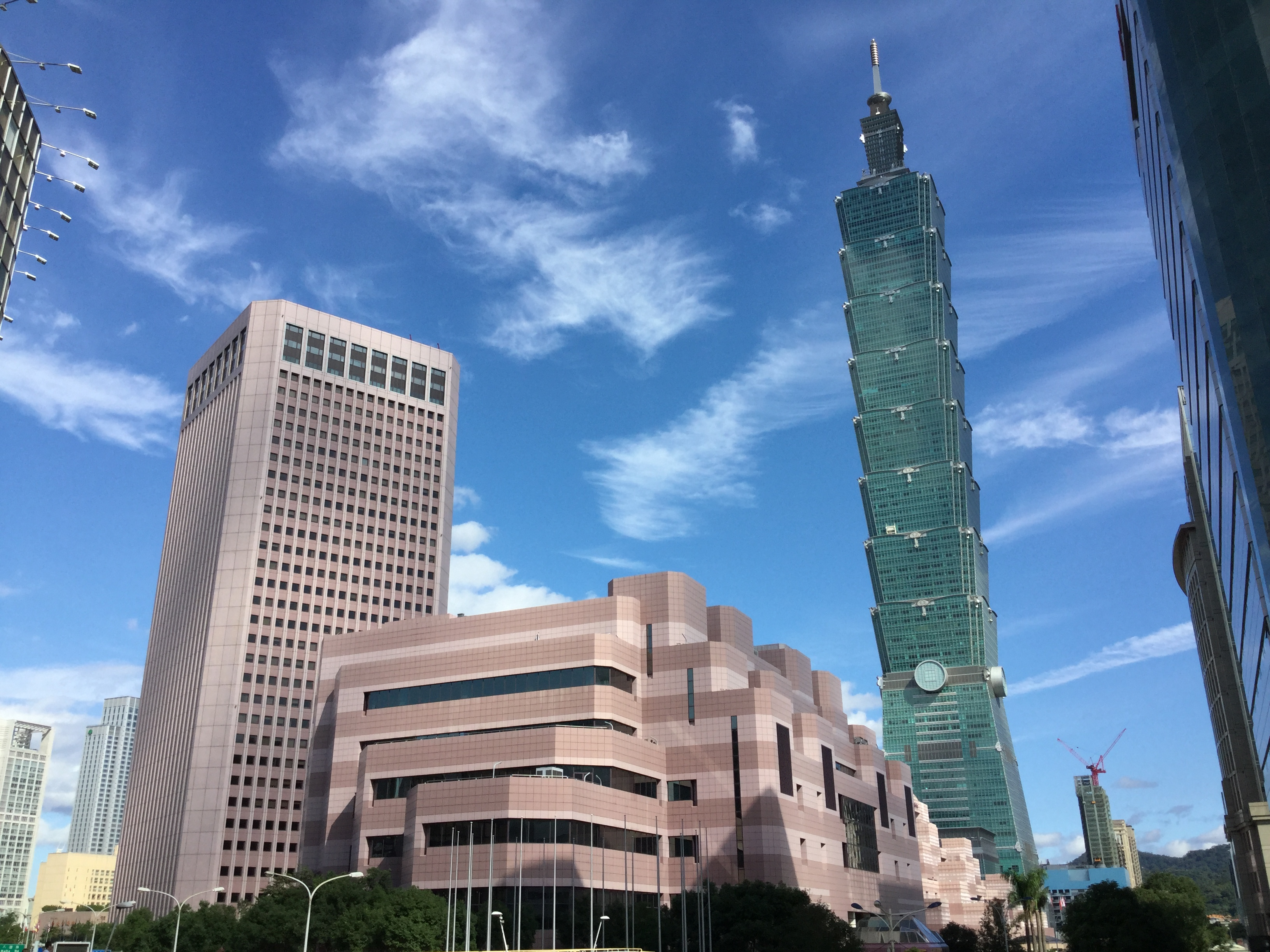
Panoráma čtvrti Sin-i.